# Saint-Denis (Réunion)
Saint-Denis este un oraș francez, prefectura departamentului și capitala regiunii Réunion, în Oceanul Indian.

## Orașe înfrățite
- Nisa, Franța din 1961
- Metz, Franța din 1986
- Tanger, Maroc
- Taiyuan, Republica Populară Chineză din 2012

## Cultură
- Catedrala Saint-Denis
- Moscheea Noor-e-Islam, de cele mai multe Reunion și cele mai vechi existente pe teritoriul francez (1905).
- Grădina statului și Muzeul de Istorie Naturală din Reunion

## Personalități marcante
Condamnat la exil în Reunion, marocan Rais Abd el-Krim a trăit câțiva ani în Saint-Denis din 1926.
- François Gédéon Bailly de Monthion (1776-1850), general maior al cărui nume apare pe Arcul de Triumf din Paris.
- Augustes Lacaussade (1815-1897), poet.
- Roland Garros (1888-1918), aviator.
- Jean-Henri Azema (1913-2000), poet.
- Raymond Barre (1924-2007), politician.
- Daniel Narcisse (1979), handbal International.

## Galerie de imagini

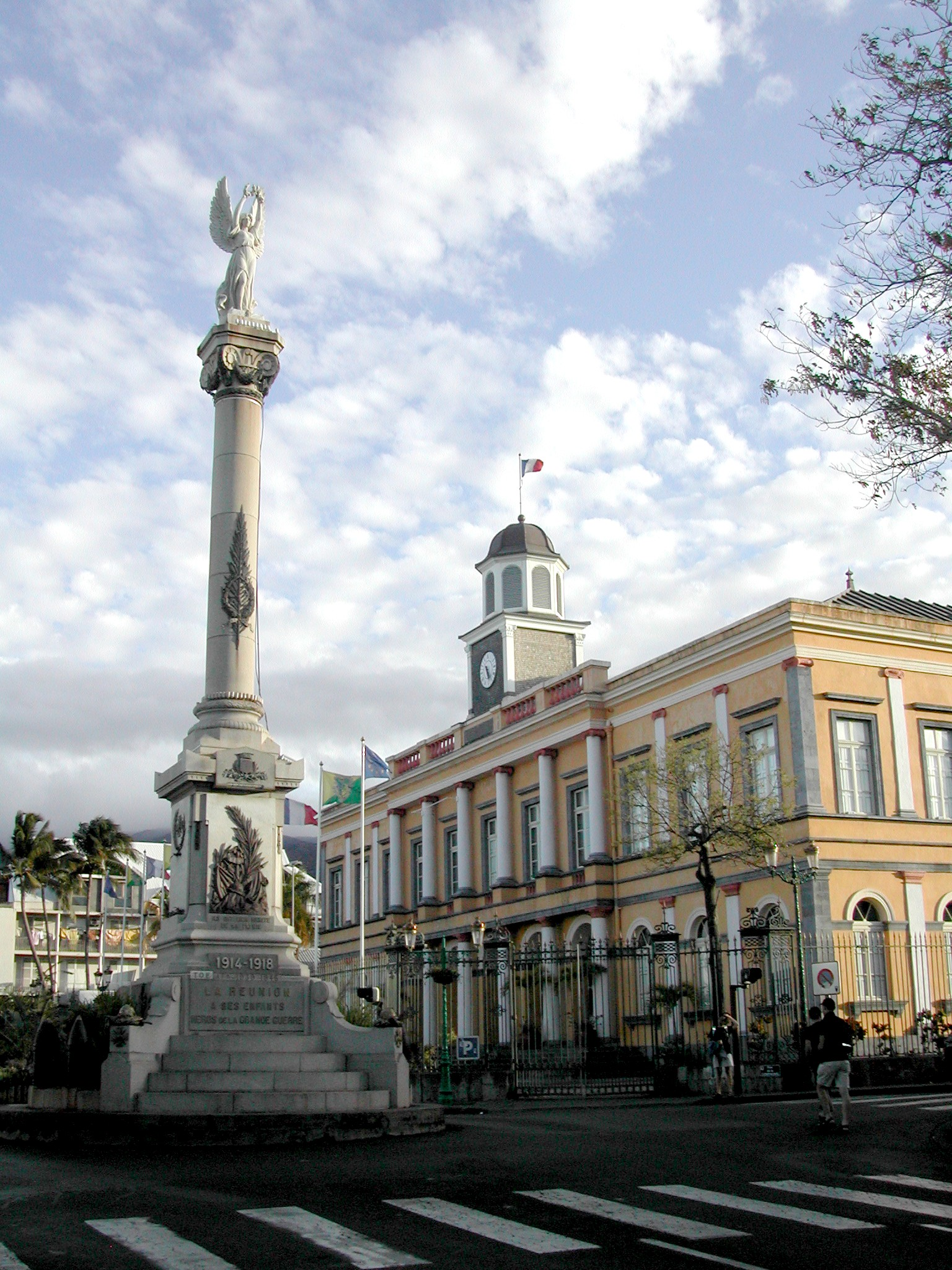
Primăria